# Château d'Orsay
Le château d'Orsay était un château situé à Orsay. Il fut construit par la famille Raguier vers 1400. Il fut démoli après la Révolution française, en 1799.
Il était entouré d'un parc avec pièces d'eau. Le canal principal s'étendait du parc Charles-Boucher jusqu'aux alentours du temple de la Gloire, construit postérieurement. Il a appartenu par la suite au général Moreau qui dut l'abandonner après son exil en Amérique décidé par Napoléon Ier.
Le seul monument subsistant du château est le manoir de la Grande Bouvêche.